# Nothocremastus mellipes
Nothocremastus mellipes är en stekelart som först beskrevs av Léon Abel Provancher 1875.  Nothocremastus mellipes ingår i släktet Nothocremastus och familjen brokparasitsteklar. Inga underarter finns listade i Catalogue of Life.